# Chikkur, Arsikere
Chikkur là một làng thuộc tehsil Arsikere, huyện Hassan, bang Karnataka, Ấn Độ.